# Zurvan
Zurvan (persiska: زروان Zorvān) är tidens gud i forniransk mytologi och även en personifikation av tiden i zoroastrisk filosofi. Zurvan var särskilt populär i det sasanidiska riket där det skapades en särskild strömning kring guden vid namn zurvanism. 

## Historisk bakgrund
Zurvan är en gammaliransk gud och var föremål för dyrkan under akemenidernas tid och möjligen redan före denna dynasti. Zurvan anses ha varit föremål för stor vördnad bland magerna, den mediska prästklassen, som även intresserade sig för astronomi. Zurvan var särskilt populär inom överklassen under sasaniderna och förespråkades bland annat av Mihr-Narseh, som verkade som storvesir under de tre kungarna Yazdgerd I, Bahram V och Yazdgerd II. Inom prästklassen var Zurvan föremål för filosofisk spekulation.

## Zurvans teologi
Zurvan födde såväl det ondas som det godas principer, Ohrmuzd och Ahriman. Enligt den brittiska iranisten Mary Boyce betraktades zurvanismen länge som kätteri inom zoroastrismen, men den upphöjdes till statsreligion av vissa sasanidiska kungar. Forskaren Robert C. Zaehner beskriver i sin Zurvan: A Zoroastrian Dilemma zurvanismen som en form av zoroastrism.
I zurvanismen är Ahura Mazda inte den ende transcendenta skaparguden, utan bara en av två likvärda motsatta gudomliga principer under Zurvans överhöghet. Ahura Mazda skapar den goda existensen medan Angra Mainyu (Ahriman) skapar den onda existensen. Den centrala zurvanistiska trosuppfattningen höll Ahura Mazda (medelpersiska: Ohrmuzd) och Angra Mainyu för tvillingbröder, som hade samexisterat under all tid.